# Eleanor Tomlinson
Pour les articles homonymes, voir Tomlinson.
Eleanor May Tomlinson est une actrice et chanteuse britannique, née le 19 mai 1992 à Londres. Révélée grâce à son rôle de Demelza dans la série Poldark et son rôle de Isabelle Neville dans la série The White Queen.

## Biographie
Elle naît à Londres au Royaume-Uni, d'une mère chanteuse et d'un père acteur. Elle déménagea avec sa famille à Beverley en Angleterre étant jeune, elle fréquenta par la suite la Beverly High School. Eleanor a un frère, Ross Tomlinson, qui est également acteur,,.
Elle compte parmi ses fans la duchesse Sarah Ferguson qui a confié qu'elle souhaitait que Eleanor incarne son personnage dans les prochaines saisons de la série The Crown avec Julianne Moore comme remplaçante.

### Vie privée
Elle a été en couple avec Harry Richardson, qui joue son frère dans la série Poldark (2015) remake d'une série des années 1970 elle-même adaptée des romans du même nom par Winston Graham.
En 2022, elle annonce sur Instagram qu'elle a épousé le rugbyman et entraîneur Will Owen.

## Filmographie

### Cinéma

#### Longs métrages
- 2006 : L'Illusionniste (The Illusionist) de Neil Burger : Sophie jeune
- 2008 : Le Journal intime de Georgia Nicolson : Jaz
- 2008: Einstein et Eddington : Agnès Muller
- 2010 : Alice au pays des merveilles (Alice in Wonderland) de Tim Burton : Fiona Chataway
- 2013 : Jack le chasseur de géants (Jack the Giant Slayer) de Bryan Singer : Princesse Isabelle
- 2013 : Le Clan des gangsters (Educazione siberiana) de Gabriele Salvatores : Xenya
- 2013 : Styria de Mauricio Chernovetsky et Mark Devendorf : Lara
- 2016 : Alleycats de Ian Bonhôte : Danni
- 2017 : La Passion Van Gogh (Loving Vincent) de Dorota Kobiela et Hugh Welchman : Adeline Ravoux
- 2018 : Colette de Wash Westmoreland: Georgie Raoul-Duval
- 2018 : The Spider de Robert Sigl : Rachel
- 2020 : Love Wedding Repeat de Dean Craig : Hayley

#### Court métrage
- 2015 : A Stranger Kind de Olivier Murray : Lily

### Télévision

#### Séries télévisées
- 2009 : The Sarah Jane Adventures : Eve (2 épisodes)
- 2013 : The White Queen : Isabelle Neville (Issy) (7 épisodes)
- 2013 : Hercule Poirot : Alice Cunningham (1 épisode)
- 2013 : Pemberley (mini-série) : Georgiana Darcy (3 épisodes)
- 2015 - 2019 : Poldark : Demelza Poldark
- 2018 : Témoin indésirable de Sandra Goldbacher : Mary Durrant
- 2019 : La Guerre des Mondes : Amy
- depuis 2021 : The Nevers : Mary Brighton
- 2021 : Intergalactic : Candy Skov-King
- 2021 - 2022 : The Outlaws : Lady Gabriella Penrose-Howe
- 2023 : Une lueur d'espoir (A Small Light) (mini-série) : Tess
- 2024 : Un jour : Sylvie

#### Téléfilms
- 2005 : Falling de Tristram Powell : Daphné jeune
- 2008 : Einstein et Eddington de Philip Martin : Agnes Muller
- 2010 : The Village de Robert Sigl : Kristen Schwarz
- 2010 : The Lost Future de Mikael Salomon : Miru

## Discographie
- 2016 : Poldark (Bande originale de la série)

- 2018 : Poldark (Bande originale de la série - Deluxe Edition)

- 2018 : Tales from Home

## Voix françaises
En France, Eleanor Tomlinson n'a pas de voix régulière. Delphine Rivière l'a cependant doublée à trois reprises. Adeline Moreau et Noémie Orphelin ont fait de même à deux occasions chacune.
| - Delphine Rivière dans : - The White Queen (série télévisée) - Poldark (série télévisée) - La Passion Van Gogh (voix) - Adeline Moreau dans : - Colette - Love Wedding Repeat - Une lueur d'espoir (mini-série) - Noémie Orphelin dans (les séries télévisées) : - La Guerre des mondes - The Nevers | Et aussi - Caroline Espargilière dans Alice au pays des merveilles - Lily Rubens dans Le Journal intime de Georgia Nicolson - Émilie Alexandre dans Jack le chasseur de géants - Olivia Nicosia dans Hercule Poirot (série télévisée) - Victoria Grosbois dans Alleycats - Anne-Charlotte Piau dans Intergalactic (série télévisée) - Philippa Roche dans Un jour (mini-série) |